# Žaborić
Žaborić falu Horvátországban Šibenik-Knin megyében. Közigazgatásilag Šibenikhez tartozik.

## Fekvése
Šibeniktől légvonalban 10, közúton 13 km-re délkeletre, Dalmácia középső részén a tengerparton fekszik. A településen halad át a 8-as számú, Adria-parti főút.

## Története
Žaborić a 19. század közepén kezdett kialakulni, amikor Krapanj azon lakói, akiknek itt voltak földjeik és szőlőhegyük a könnyebb megművelés érdekében kezdtek birtokaik közelébe áttelepülni. A kis települést sokáig Šibenik egyik külterületi telepeként tartották számon, melynek lakói a krapanj-brodaricai plébániához tartoztak. A 20. század folyamán turizmus fellendülésével Žaborić a megye egyik kedvelt üdülőhelyévé vált. A rendezett homokos, napfényes strandok, a kristálytiszta tengervíz minden évben egyre több hazai és külföldi turistát vonzott. Különösen a Mrzla vala nevű öböl lett népszerű, mely a megye tengerpartjának egyik gyöngyszeme lett. Lakosságát 1981-től számolják önállóan, amikor 130 állandó lakosa volt a településnek. A horvát közigazgatási reformig Šibenik község Krapanj települése részének számított és csak 2001-től lett hivatalosan is önálló település, melynek lakossága azóta is dinamikusan növekszik.

## Lakosság
| Lakosság változása | Lakosság változása | Lakosság változása | Lakosság változása | Lakosság változása | Lakosság változása | Lakosság változása | Lakosság változása | Lakosság változása | Lakosság változása | Lakosság változása | Lakosság változása | Lakosság változása | Lakosság változása | Lakosság változása | Lakosság változása |
| ------------------ | ------------------ | ------------------ | ------------------ | ------------------ | ------------------ | ------------------ | ------------------ | ------------------ | ------------------ | ------------------ | ------------------ | ------------------ | ------------------ | ------------------ | ------------------ |
| 1857               | 1869               | 1880               | 1890               | 1900               | 1910               | 1921               | 1931               | 1948               | 1953               | 1961               | 1971               | 1981               | 1991               | 2001               | 2011               |
| 0                  | 0                  | 0                  | 0                  | 0                  | 0                  | 0                  | 0                  | 0                  | 0                  | 0                  | 0                  | 130                | 273                | 403                | 479                |

(1857 és 1971 között lakosságát Krapanjhoz számították.)

## Nevezetességei
Szent Anna tiszteletére szentelt római katolikus templomát 1998-ban kezdték építeni. A templom alapkövét 1998-ban Splitben áldotta meg II. János Pál pápa. Az első szentmisét 1999. karácsony szentestéjén tartották benne. Szent Anna szobra Franjo Mabić atya adománya. Az első festett üvegablakot mely Szent Annát ábrázolja 2002. május 25-én építették be, Milan Skrakić akadémiai festőművész alkotása. Az üveget a németországi Konstanzból hozatták. A többi üvegablakot 2003 és 2007 között Ante Kekeza atya készítette. 2007-re elkészült a templom környezetének rendezése is. 2009-ben a templom belsejét rendezték, kimeszelték, feltették a hiányzó világítótesteket és az oltár fölé elhelyezték a Feltámadt Jézus szobrát. Az oltár környékét márvány lapokkal burkolták.